# Мірошник Олена Пантелеймонівна
Олена Пантелеймонівна Мірошник (1918, тепер село Новотаромське Дніпровського району Дніпропетровської області — ?) — українська радянська діячка, новатор сільськогосподарського виробництва, ланкова колгоспу «Перемога» (імені Сталіна) Дніпропетровського району Дніпропетровської області. Депутат Верховної Ради УРСР 4—5-го скликань. Герой Соціалістичної Праці (9.06.1950).

## Біографія
Народилася у селянській родині. Закінчила семирічну школу. Працювала на заводі у місті Дніпропетровську.
З 1943 року — ланкова колгоспу «Перемога» (потім — імені Сталіна) Дніпропетровського району Дніпропетровської області.
У 1949 році зібрала урожай соняшника по 25,4 центнерів з кожного гектара на ділянці площею 10 гектарів. Збирала також високі врожаї кукурудзи.
Член КПРС з 1957 року.

## Нагороди
- Герой Соціалістичної Праці (9.06.1950)
- орден Леніна (9.06.1950)
- орден «Знак Пошани» (26.02.1958)
- медалі